# Kemmelberg

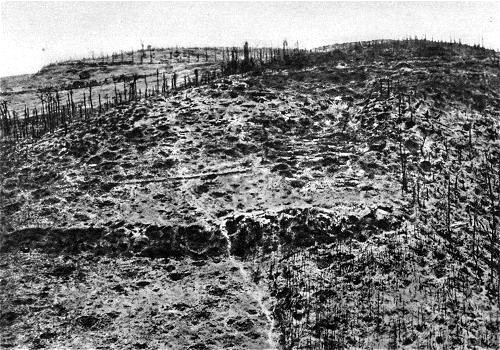
Kemmel po walkach z 1918 roku

Kemmelberg (ang. Kemmel Hill, fr. Mont Kemmel) – wzgórze w pobliżu miejscowości Kemmel w gminie Heuvelland w Zachodniej Flandrii w Belgii.
Podczas I wojny światowej wzgórze było jednym z miejsc zaciekłych bojów w ramach bitwy pod Lys. Wzgórze zostało zdobyte przez Niemców 25 kwietnia 1918 roku. Po tym wydarzeniu kilka ulic (m.in. Kemmel-Privatweg w Magdeburgu) i koszary (Kemmelkaserne w Murnau am Staffelsee, 1935) w Niemczech zostało nazwanych jako upamiętnienie zajęcia wzgórza.